# Sulop
Sulop est une municipalité de la province du Davao du Sud, aux Philippines. D'après le recensement de 2015, sa population compte 33,613 habitants,.